# In the Zone
In the Zone là album phòng thu thứ tư của ca sĩ người Mỹ Britney Spears, phát hành ngày 15 tháng 11 năm 2003 bởi Jive Records. Spears bắt đầu viết nhạc cho album khi đang thực hiện chuyến lưu diễn Dream Within a Dream Tour, nhưng chưa tìm ra định hướng cụ thể. Khi chuyến lưu diễn kết thúc vào tháng 7 năm 2002, Spears dự định gác lại sự nghiệp trong sáu tháng; tuy nhiên, quá trình thu âm cho album đã bắt đầu vào tháng 11. Spears thử nghiệm với nhiều nhà sản xuất khác nhau cho In the Zone nhằm tìm ra những đối tác ăn ý, như Bloodshy & Avant, R. Kelly, Trixster, Moby, Guy Sigsworth và the Matrix, bên cạnh sự tham gia góp giọng của Madonna và Ying Yang Twins. Thành quả cuối cùng là một đĩa hát pop và urban với nhiều nhạc cụ từ các thể loại techno và nhạc Trung Đông, trong khi nội dung lời bài hát đề cập đến sự lãng mạn và tiệc tùng cho đến những chủ đề táo bạo hơn như tình dục và thủ dâm. Spears giải thích rằng bản chất tình dục của album là tiềm thức và xuất hiện trong quá trình phát triển album.
Sau khi phát hành, In the Zone nhận được những phản ứng tích cực từ các nhà phê bình âm nhạc, trong đó họ đánh giá cao sự sáng tạo trong phong cách sản xuất, tính thẩm mỹ, chất trữ tình và sự pha trộn nhiều thể loại, mặc dù vẫn tồn tại những chỉ trích xung quanh giọng hát đã qua xử lý của Spears ở một số bản nhạc. Tuy nhiên, In the Zone vẫn gặt hái nhiều thành công thương mại trên toàn cầu, đứng đầu các bảng xếp hạng ở Argentina, Pháp và Mexico, cũng như lọt vào top 10 ở nhiều quốc gia khác, bao gồm vươn đến top 5 ở những thị trường lớn như Canada, Ireland và Nhật Bản. Tại Hoa Kỳ, album ra mắt ở vị trí số một trên bảng xếp hạng Billboard 200 với 609,000 bản được tiêu thụ, sở hữu một trong những lượng đĩa tuần đầu cao nhất năm và giúp Spears trở thành nghệ sĩ nữ đầu tiên có bốn album đầu tay đều ra mắt ở ngôi vị quán quân. Mặc dù phát hành vào cuối năm 2003, In the Zone vẫn là album bán chạy thứ tám trên toàn cầu và đã bán được hơn tám triệu bản tính đến nay.
Bốn đĩa đơn đã được phát hành từ In the Zone. "Me Against the Music" hợp tác với Madonna, đã lọt vào top 10 ở 18 quốc gia nhưng chỉ đạt vị trí thứ 35 trên Billboard Hot 100. "Toxic" đứng đầu bảng xếp hạng ở tám quốc gia và đạt vị trí thứ chín trên Billboard Hot 100, và giúp Spears thắng giải Grammy đầu tiên cho Thu âm nhạc dance xuất sắc nhất. Đĩa đơn thứ ba "Everytime" đạt vị trí thứ 15 trên Billboard Hot 100 và vươn đến top 10 ở hầu hết những nơi khác, trong khi "Outrageous" chỉ đạt vị trí thứ 79 ở Hoa Kỳ. Để quảng bá album, Spears thực hiện chuyến lưu diễn The Onyx Hotel Tour với 54 đêm diễn và đi qua Châu Âu và Bắc Mỹ. Kể từ khi phát hành, In the Zone được nhìn nhận như một bước ngoặt lớn trong hành trình nghệ thuật của Spears và là đỉnh cao trong quá trình chuyển đổi của cô từ một ngôi sao thiếu niên sang một nghệ sĩ trưởng thành hơn. Nhiều nhà phê bình coi đây là album giúp Spears vươn tầm so với những nghệ sĩ cùng thời và đưa cô trở thành nữ nghệ sĩ tiêu biểu của thập niên 2000.

## Tổng quan và quá trình phát triển
Vào tháng 10 năm 2001, Spears phát hành album phòng thu thứ ba Britney với hình tượng trưởng thành hơn. Mặc dù được tiêu thụ hơn bốn triệu bản tại Hoa Kỳ, album vẫn bị coi là "bán kém chạy" so với những tác phẩm trước của cô. Năm sau, mối quan hệ kéo dài ba năm của cô với ca sĩ nhạc pop Justin Timberlake kết thúc sau nhiều tháng đồn đoán. Sau khi chuyến lưu diễn Dream Within a Dream Tour để quảng bá Britney kết thúc vào tháng 7 năm 2002, Spears tuyên bố tạm nghỉ trong vòng sáu tháng. Tuy nhiên, nữ ca sĩ tiết lộ vào tháng 11 rằng cô đã bắt đầu thực hiện album phòng thu tiếp theo của mình. Spears giải thích: "Thật ra, tôi chỉ nói rằng tôi muốn nghỉ hai hoặc ba tuần. [....] Và cả thế giới kiểu như, 'Trời ơi, [sic] cô ấy biến mất rồi..."
Khi ở Châu Âu, Spears gặp William Orbit và Daft Punk để thảo luận về khả năng hợp tác, đồng thời xác nhận rằng những cộng tác viên từ album trước là Darkchild và The Neptunes sẽ tham gia sản xuất. Khi được The Hollywood Reporter hỏi về hướng đi của đĩa hát, Spears trả lời rằng đây là một sự phát triển hữu cơ: "Mọi thứ đều diễn ra tự nhiên theo cách bạn cảm nhận. [...] Điều gì đến, sẽ đến". Ngoài ra, Spears cũng lên kế hoạch gặp gỡ Timbaland và Missy Elliott để cùng nhau phát triển âm nhạc của cô. Elliott sau đó tham gia vào quá trình sản xuất tiếp theo với Nisan Stewart cho dự án của Spears; tuy nhiên, không có thành phẩm nào được phát hành. Spears còn làm việc với James Murphy của LCD Soundsystem, nhưng không đạt hiệu quả như mong muốn; Murphy nói: "Cả hai chúng tôi đều nằm trên sàn, một đối một, và viết lời trong một cuốn sổ ghi chú. Cô ấy rất có thiện chí hợp tác, nhưng mọi thứ chẳng đi đến đâu. Rồi cô ấy đi ăn tối và không bao giờ quay lại." Fred Durst, người đứng đầu của Limp Bizkit, đã sáng tác và sản xuất ba bản trip hop được Spears thu âm vào tháng 1 năm 2003. Tuy nhiên, sau khi tin tức về mối quan hệ giữa họ nổ ra, Durst nói với Jive Records rằng anh sẽ không để hãng đĩa sử dụng những bài hát. Vào tháng 3 năm 2003, Lauren Christy thuộc đội sản xuất The Matrix nói về quá trình phát triển album với MTV News, và ví công việc của họ với Spears như album Ray of Light (1998) của Madonna. Scott Spock, cũng đến từ The Matrix, tiếp tục so sánh cô với Madonna bằng cách nói:

Cô ấy đang vươn lên một tầm cao mới trong sự nghiệp của mình. Madonna liên tục nắm bắt những gì có trong các câu lạc bộ để đưa vào tác phẩm của mình và phát hành đến đại chúng. Tôi nghĩ Britney cũng bắt đầu theo đuổi ý tưởng đó, cô ấy muốn làm việc với nhiều thứ khác nhau, thay vì sử dụng cùng một thứ quen thuộc, và áp dụng cho chính mình. [...] Tôi không nghĩ [người hâm mộ của cô ấy] sẽ lo lắng hay khó chịu. Tôi nghĩ họ sẽ thực sự phát cuồng trước những gì sắp xảy ra.

Spears giới thiệu trước một số bài hát cho Quddus Philippe của MTV vào tháng 5 năm 2003, bao gồm "Touch of My Hand", "Brave New Girl" và "Everytime". Spears nhận xét: "Tôi thực sự đã giành nhiều thời gian và có quyền kiểm soát sáng tạo để khiến cho [album mới] trở nên đặc biệt, đặc biệt và đặc biệt." Ngày 27 tháng 8, Spears mở màn giải Video âm nhạc của MTV năm 2003 bằng liên khúc "Like a Virgin" và "Hollywood" với Madonna, Christina Aguilera và Missy Elliott. Màn trình diễn bắt đầu với cảnh Spears xuất hiện trên chiếc bánh cưới khổng lồ trong bộ váy cưới và che mặt; cô hát vài câu đầu tiên của "Like a Virgin" trước khi Aguilera xuất hiện từ phía sau chiếc bánh và tham gia cùng cô. Madonna sau đó bước ra từ chiếc bánh, mặc áo khoác đen, đội mũ và bắt đầu hát "Hollywood" trước khi khóa môi Spears và Aguilera. Elliott bước ra từ nhà nguyện lễ cưới để thể hiện "Work It" ở giữa tiết mục. Nụ hôn gây ra phản ứng mạnh mẽ từ giới truyền thông. Màn trình diễn được tạp chí Blender xếp vào danh sách 25 khoảnh khắc âm nhạc quyến rũ nhất trong lịch sử truyền hình. Năm 2008, MTV liệt kê màn trình diễn là khoảnh khắc mở màn số một trong lịch sử giải Video âm nhạc của MTV.

## Thu âm và sản xuất

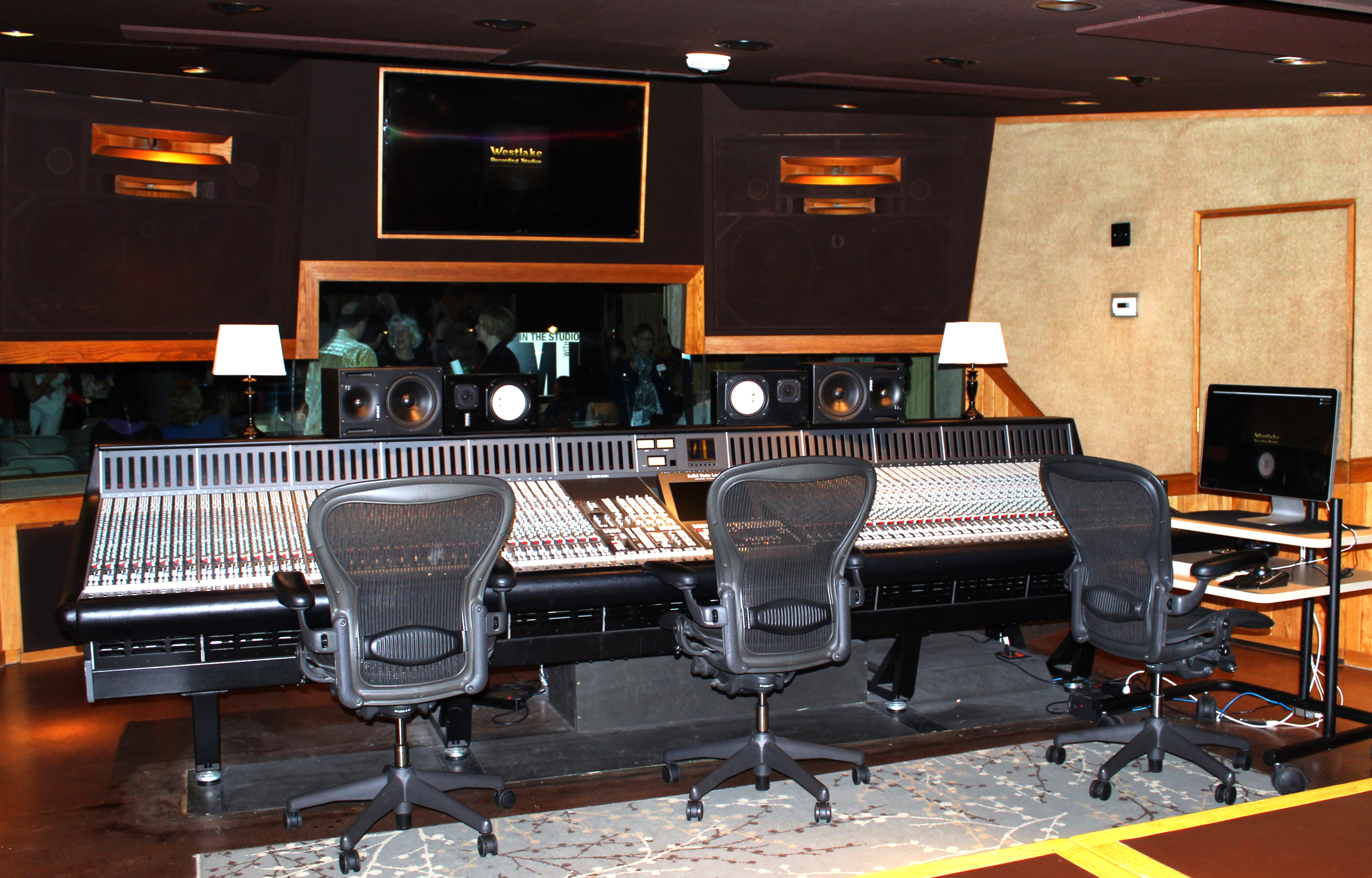
Westlake Recording Studios, một trong những địa điểm thu âm In the Zone

Spears hợp tác với nhiều nhà sản xuất nổi tiếng cho In the Zone, như Bloodshy & Avant, R. Kelly, Diddy, Christopher Stewart, Moby, Guy Sigsworth và The Matrix. Cô bắt đầu sáng tác cho album khi đang thực hiện chuyến lưu diễn Dream Within a Dream Tour. Spears nhận xét về quá trình viết lách trong lúc lưu diễn: "Điều duy nhất khiến tôi lo sợ là tôi không biết liệu những bài hát này có thực sự hay không. [Nhưng] Bạn không thể tin bất cứ ai. Bạn phải thấu hiểu cảm xúc của mình." Spears cũng tiết lộ rằng cô là một nhạc sĩ tự truyện, mặc dù nữ ca sĩ không có khuynh hướng tự phơi bày mọi thứ. Sau khi kết thúc chuyến lưu diễn, Spears mời bạn của cô và cũng là ca sĩ hát bè Annet Artani đến nhà cô ở Los Angeles. Họ bắt đầu viết một số bài hát bằng piano và ngay sau đó, họ đến Hồ Como ở Lombardy, Ý. Một trong số những bản nhạc họ sáng tác có "Everytime", được Artani xác nhận là lời hồi đáp cho "Cry Me a River" của Justin Timberlake, cũng như "Shine", được Spears viết về em gái của cô Jamie Lynn, nhưng không được hoàn thiện. Việc thu âm album bắt đầu vào tháng 11 năm 2002. Ban đầu, Spears chưa tìm ra định hướng cụ thể nào cho album, nhưng nữ ca sĩ đã làm việc với nhiều nhà sản xuất khác nhau nhằm tìm ra những cộng sự ăn ý. Bài hát đầu tiên được thu âm cho In the Zone là "Touch of My Hand", và Spears nói rằng tác phẩm "thực sự mang lại sự cân bằng cho phần còn lại của dự án. Chúng tôi chỉ bắt đầu từ đó." Sau buổi thu âm cho "Everytime" tại Conway Recording Studios ở Los Angeles, Spears giành nhiều lời khen đến Sigsworth: "Về cơ bản, tôi chỉ nói với anh ấy những âm thanh tôi muốn cho bài hát. Và anh ấy thực sự rất đỉnh vì có nhiều nhà sản xuất không hiểu những gì bạn nói. Và bạn kiểu như 'Ồ, đó không phải là điều tôi muốn'. Anh ấy đều làm đúng tất cả. Anh ấy thật tuyệt vời."
Christopher Stewart và Penelope Magnet, thường được gọi chung là RedZone, giới thiệu đến Spears bài hát thứ ba được họ viết và sản xuất, mang tên "Pop Culture Whore". Trong khi quản lý của cô thích bài hát, cô đã từ chối thu âm và nói với họ rằng đây là bản nhạc "quá tệ". Sau khi đồng hành với Spears trong một đêm ở Thành phố New York để "bước vào thế giới của cô", như Magnet giải thích, việc sáng tác sẽ dễ dàng hơn khi họ "viết và biết những gì cô ấy sẽ nói hoặc không, để biết cảm xúc thực sự của cô ấy ở đâu". Stewart và Magnet bắt đầu thực hiện phiên bản đầu tiên của "Me Against the Music"; Stewart nghĩ ra bài hát, trong khi Magnet phát triển giai điệu trên piano và một số lời. Trong các buổi thu âm, Stewart nhớ lại rằng máy điều hòa của phòng thu bị hư trong ba ngày, nhưng Spears "không hề phàn nàn bất cứ điều gì, và đối với tôi điều đó chứng minh vị thế của cô ấy là có lý do." Trong khi luyện tập cho màn trình diễn của họ tại giải Video âm nhạc của MTV năm 2003, Spears mở phiên bản hoàn chỉnh của "Me Against the Music" cho Madonna. Sau khi Madonna nhận xét rằng cô thích bài hát, Spears đã ngỏ ý hợp tác. RedZone sau đó gửi "Me Against the Music" đến Madonna, người đã tự mình sắp xếp và thu âm bổ sung phần giọng của mình, biến bài hát thành một bản song ca. Spears, người hâm mộ nhiều năm của Madonna, đã "vô cùng ngạc nhiên" khi nghe đoạn hát của Madonna. Cô nói "Tôi chỉ muốn cô ấy làm vài việc nhỏ, nhưng cô ấy đã làm rất nhiều thứ." RedZone sau đó tham gia nhiều vào công đoạn hơn trong album, bao gồm đồng sáng tác "Early Mornin'", thu âm giọng nền cho "Outrageous" và sản xuất "The Hook Up".

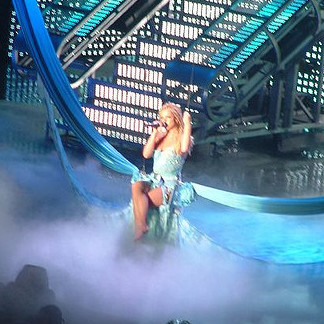
Spears trình diễn "Shadow" trong chuyến lưu diễn The Onyx Hotel Tour năm 2004

The Matrix nhận xét rằng sau khi họ giới thiệu các bài hát đến Spears, cô ấy đã điều chỉnh lại sao cho phù hợp với bản thân, đặc biệt là lời bài hát. Thành viên Lauren Christy nói: "... cô ấy thực sự biết mình muốn gì. Cô ấy biết liệu mình có đang thử điều gì đó không phù hợp. Cô ấy nói, 'Không, đó không phải là tôi.' Cô ấy không phải là người bị ràng buộc bởi một hình ảnh giả tạo nào đó." Christy cũng ấn tượng với khả năng thanh nhạc của Spears trong quá trình thu âm "Shadow". Steve Anderson, Lisa Greene và Stephen Lee viết "Breathe on Me" tại Metrophonic Studios ở London. Trước khi gặp những tác giả khác, Anderson nghĩ ra hai ý tưởng cho những bài hát viết riêng cho Spears: một bản nhạc sáng tác "cho mọi lứa tuổi" và "Breathe on Me", được anh soạn thảo vào buổi sáng ngày họp mặt. Greene và Lee không thích ý tưởng đầu tiên và họ đã viết "Breathe on Me" với Anderson. Bài hát được sản xuất bởi Mark Taylor, người giữ lại phần lớn khâu lập trình do Anderson thực hiện. Với Taylor, Spears thu âm "Breathe on Me" và "And Then We Kiss", nhưng bài hát sau lại không được đưa vào album. Những địa điểm thu âm khác cho In the Zone bao gồm Battery Studios, Daddy's House Recordings và The Dojo ở Thành phố New York; 3:20 Studios, Decoy Studios, Pacifique Recording Studios, Record Plant và Westlake Recording Studios ở Los Angeles; The Chocolate Factory, ở Chicago, Triangle Sound Studios ở Atlanta, Olympic Studios ở London và Murlyn Studios ở Stockholm. Trong suốt năm 2003, Spears bắt đầu thử nghiệm các bản nhạc bằng cách phát chúng ở nhiều hộp đêm, như Show ở Thành phố New York. Trước khi album được phát hành, quản lý của Spears, Larry Rudolph nhận xét rằng điều quan trọng là Spears phải tiếp tục thoát khỏi âm hưởng pop truyền thống, chỉ ra "I'm a Slave 4 U" và "Boys" từ Britney như ví dụ cho sự thay đổi trong âm nhạc của cô. Barry Weiss, chủ tịch lúc bấy giờ của Jive Label Group, nói thêm: "Cô ấy đã đạt được những gì mình đặt ra, đó là tạo ra một album cho khán giả trưởng thành, khác với những gì cô ấy đã làm trong ba năm đầu khi tạo ra một album thương mại với những đĩa đơn ăn khách. [...] Đó là đĩa hát cô ấy lẽ ra phải làm lúc này, và cô ấy đã làm được."

## Nhạc và lời
Theo Billboard, In the Zone đánh dấu bước chuyển biến trong âm nhạc của Spears. Thay vì nhạc pop truyền thống, album mang hơi hướng u ám hơn và thiên về dance. Spears nói về tổng thể âm nhạc của album với Rolling Stone: "Tôi muốn mô tả đây như một đĩa hát trance đầy rung cảm—thứ bạn có thể nghe mà không phải quan tâm đến cấu trúc bài [...] Tất nhiên là tôi không làm theo '...Baby One More Time' và những bản hit đình đám đó nữa. Tôi nghĩ bản thu âm này chính là thế giới của tôi ngay lúc này. Rất gợi tình, rất gợi cảm. Có lẽ tôi viết về điều đó trong tiềm thức vì đây không phải là những gì tôi có ở hiện tại." Sal Cinquemani của Slant Magazine mô tả âm thanh của In the Zone là "sự pha trộn táo bạo giữa hip-hop và dance", trong khi Amy Schriefer của NPR cho biết album "kết hợp giai điệu house, crunk, Diwali và hip hop theo phong cách của Neptunes". Tom Bishop của BBC News nói rằng đĩa hát kết hợp bhaṅgṛā, R&B và hip hop. Caroline Sullivan của The Guardian nhận định In the Zone là "sự va chạm hạnh phúc giữa house, electro-pop mộng mơ và những mối bận tâm cất giấu của Britney [...] khiến cô đứng trên đỉnh cao giữa cô gái thiếu niên trẻ và người phụ nữ tự tin về tình dục." Theo William Shaw của Blender, chủ đề chính của album là "Spears thức tỉnh về giới tính như một người phụ nữ độc thân."
— Spears nói về việc viết ra những trải nghiệm cá nhân
In the Zone mở màn với "Me Against the Music", được xây dựng như một bản song ca với Madonna sau khi cô đồng ý góp giọng cho bài hát. Spears và Madonna hát luân phiên nhau ở mỗi câu hát, trong khi Madonna hát riêng ở đoạn bridge. Phần nhạc cụ trong bài hát mang âm hưởng của guitar hip hop và funk. Nội dung lời bài hát đề cập đến niềm vui được thả mình trên sàn nhảy: "I'm up against the speaker / Trying to take on the music / It's like a competition". Bản nhạc thứ hai, "I Got That (Boom Boom)", là một bản hip hop theo phong cách Atlanta có sự góp mặt của Ying Yang Twins. "Showdown" có giai điệu "sôi nổi" và lời bài hát nói về "đấu tranh và hàn gắn những mối quan hệ thể xác", qua những câu hát như "I don't really want to be a tease / But would you undo my zipper, please?". Rolling Stone xếp bản nhạc thuộc thể loại pop-dancehall. "Breathe on Me" được mô tả là bài hát gợi cảm nhất trong đĩa nhạc và được so sánh với album phòng thu năm 1992 của Madonna Erotica. Trong bản ambient-techno với âm hưởng trip hop, Spears hát: "Oh, it's so hot, and I need some air / And boy, don't stop 'cause I'm halfway there" và "Just put your lips together and blow." "Early Morning" khắc họa một cô gái đang tìm kiếm đàn ông tại một câu lạc bộ ở Thành phố New York, với giai điệu đầy thẩm thấu và nổi bật qua giọng hát nhẹ nhàng của Spears, xen kẽ những tiếng gầm gừ và ngáp xuyên suốt bài hát. Hộp đêm Show cũng được nhắc đến. "Toxic", về sau được Spears gọi là bản nhạc yêu thích nhất trong sự nghiệp của cô, ban đầu được đề xuất cho ca sĩ người Úc Kylie Minogue. Bài hát có sự cộng hưởng giữa hip hop, electropop và nhạc bhangra, đồng thời kết hợp nhiều loại nhạc cụ khác nhau, như trống, synthesizer, dàn dây cao vút và tiếng lướt của guitar. Về mặt ca từ, "Toxic" nói về việc nghiện người yêu.
"Outrageous" lấy cảm hứng từ hip hop, theo MTV, trong đó Spears "thì thầm và rên rỉ [...] với giai điệu dụ rắn mang lại cho bản nhạc một cảm giác kỳ lạ." Lời bài hát đề cập đến chủ nghĩa vật chất và giải trí, trong đó nữ ca sĩ đề cập đến một số điều mang lại niềm vui cho cô ở phần điệp khúc. Trong "Touch of My Hand", được Spears so sánh với "That's the Way Love Goes" (1993) của Janet Jackson, cô hát ở quãng giọng thấp. Bài hát chịu nhiều yếu tố từ âm nhạc Viễn Đông, đặc biệt qua việc sử dụng nhạc cụ Trung Quốc là đàn nhị, với lời bài hát đề cập đến thủ dâm: "Into the unknown, I will be bold / I'm going to the places I can be out of control / And I don't want to explain tonight / All the things I've tried to hide." "The Hook Up" mang âm hưởng reggae và được Spears hát bằng ngữ điệu Patois của Jamaica. Bản power ballad "Shadow" nói về nỗi nhớ da diết của một cô gái khi người yêu đã đi xa. Lời bài hát "Brave New Girl" nói về một cô gái trẻ tìm thấy đam mê và đánh mất sự ức chế. Được sản xuất với giai điệu điện tử vui nhộn, Spears hát đầy sôi nổi và nghe như rap: "She's gonna pack her bags, she's going to find her way, she's going to get right out of this / She don't want New York, she don't want L.A., she's going to find that special kiss." Bản Eurodance và pop được lấy cảm hứng từ No Doubt, Blondie và Madonna. "Everytime" bắt đầu bằng một đoạn piano kết hợp với giọng hát đầy hơi thở của Spears, được xây dựng từ nhẹ nhàng đến mạnh mẽ xuyên suốt bài hát. Nội dung bản nhạc là lời cầu xin tha thứ của một cô gái vì đã vô tình làm tổn thương người yêu cũ. Trong bài hát, Spears giải thích rằng cô cảm thấy không thể tiếp tục những câu như "Everytime I try to fly I fall / Without my wings I feel so small". Trong một cuộc phỏng vấn với MTV, Spears nói: "Đó là về sự đau khổ, về mối tình đầu của bạn, tình yêu đích thực đầu tiên của bạn. Đó là điều mọi người có thể liên tưởng đến, vì tất cả các bạn đều có mối tình đầu mà bạn nghĩ rằng sẽ mãi mãi bên nhau suốt phần đời còn lại." Khi được hỏi liệu "Everytime" có phải viết về Justin Timberlake hay không, nữ ca sĩ trả lời: "Tôi sẽ để bài hát tự nói lên điều đó." Bản phối lại Desi Kulcha của Rishi Rich cho "Me Against the Music" được thêm vào tiếng gõ lạch cạch và tiếng hét Punjabi, thay cho giai điệu gốc. Trong bản nhạc kèm theo cho phiên bản quốc tế "The Answer", Spears hát rằng người yêu là câu trả lời cho mọi nhu cầu của cô: "Who can hold me tight, keep me warm through the night? / Who can wipe my tears when it's wrong, make it right? / Who can give me love till I'm satisfied? / Who's the one I need in my life?". Trong "Don't Hang Up" được đưa vào các phiên bản ở Úc, Nhật Bản và Vương quốc Anh, cô cầu xin người yêu qua điện thoại để giúp cô thỏa mãn tình dục khi yêu xa.

## Phát hành và quảng bá

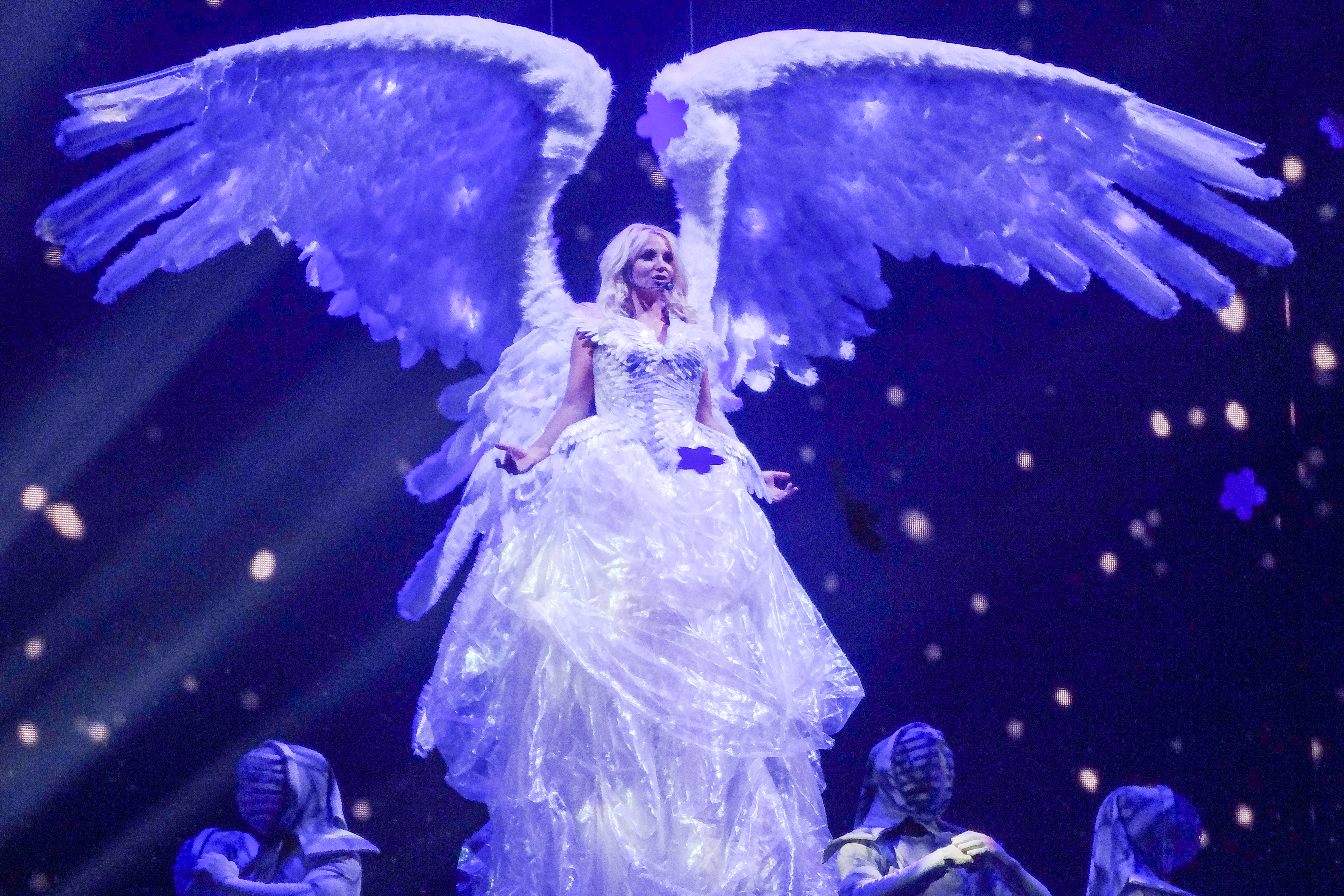
Spears trình diễn "Everytime" trong đêm diễn định cư ở Las Vegas Britney: Piece of Me năm 2014

Để quảng bá In the Zone, Spears lần đầu thể hiện đĩa đơn chủ đạo "Me Against the Music" tại NFL Kickoff Live năm 2003 vào ngày 4 tháng 9 năm 2003. Màn trình diễn cũng bao gồm liên khúc "...Baby One More Time" và "I'm a Slave 4 U", kết hợp với pháo hoa. Vào ngày 14 tháng 9, Spears tổ chức một đêm nhạc bất ngờ tại Rain Nightclub ở Palms Casino Resort, và trình diễn "Me Against the Music", "Breathe on Me" và liên khúc "...Baby One More Time" và "I'm a Slave 4 U". Ngày 18 tháng 10, cô thể hiện "Me Against the Music" và "Everytime" trên Saturday Night Live. Spears mở màn giải thưởng Âm nhạc Mỹ năm 2003 vào ngày 16 tháng 11 với "Me Against the Music". Ngày hôm sau, buổi hòa nhạc đặc biệt mang tên Britney Spears: In the Zone được phát sóng trên American Broadcasting Company (ABC). Ngày 18 tháng 11–ngày In the Zone được phát hành tại Hoa Kỳ–cô trình diễn "Me Against the Music" và "(I Got That) Boom Boom" trên Total Request Live tại Quảng trường Thời Đại. Buổi biểu diễn đặc biệt trên ABC và Total Request Live sau này được đưa vào album video Britney Spears: In the Zone, phát hành ngày 6 tháng 4 năm 2004. Video đứng đầu bảng xếp hạng Music Video Sales ở Hoa Kỳ và được chứng nhận hai đĩa Bạch kim bởi Hiệp hội Công nghiệp Ghi âm Hoa Kỳ (RIAA). "Me Against the Music" cũng được trình diễn trên The Tonight Show with Jay Leno vào ngày 17 tháng 11 năm 2003, và trên Live with Regis and Kelly vào ngày 24 tháng 11. Cô cũng trình diễn "Toxic", " Breathe on Me" và "Me Against the Music" như là nghệ sĩ chủ đạo cho Jingle Ball vào ngày 8 tháng 12, tại Staples Center.
Tháng 11 năm 2003, chủ tịch của Zomba Label Group Barry Weiss trả lời phỏng vấn với Billboard và nói rằng In the Zone sẽ được quảng bá trên cấp độ toàn cầu, sử dụng hết các lĩnh vực truyền thông như báo in và quảng bá trực tuyến, truyền hình, đài phát thanh và video để công chúng nhận thức được việc phát hành album. Ngoài ra, Jive còn làm việc với nhà tiếp thị phong cách sống Karpel Group để tiếp thị album đến cộng đồng người đồng tính. Những nỗ lực tiếp thị trên phạm vi rộng hơn bao gồm việc hợp tác với công ty tiếp thị LidRock, nơi sau khi đặt mua một lon soda tại Sbarro, khách hàng nhận được một chiếc cốc có in bìa album và một chiếc đĩa 3 inch trên nắp có "Brave New Girl" và những bài hát của hai nghệ sĩ khác; vào tháng 12, một đĩa LidRock đã được cập nhật và phát hành, bao gồm bản phối lại của "Me Against the Music" nhưng không có Madonna, cũng như một số bài hát của các nghệ sĩ thuộc Jive như Nick Cannon và Bowling for Soup. Regal Theaters cũng chiếu một đoạn phim ngắn bao gồm cảnh quay ghi lại hậu trường những video ca nhạc của Spears. Hai chiến dịch quảng bá trên truyền hình quốc gia được bắt đầu vào ngày 1 tháng 11–một chiến dịch với video giới thiệu trên Saturday Night Live và một chiến dịch khác độc quyền trên MTV. Không có chiến dịch tài trợ tiếp thị chéo nào được lên kế hoạch, như Larry Rudolph giải thích: "[Lần này] mọi thứ sẽ thiên về âm nhạc hơn là việc liên kết các công ty." Trên thị trường quốc tế, Spears xuất hiện trong bảy chương trình truyền hình đặc biệt và hơn 150 cuộc phỏng vấn ngoài Hoa Kỳ, trong khoảng thời gian 4 tháng. Những màn diễn quốc tế bao gồm việc mở màn giải thưởng Âm nhạc NRJ ở Pháp với "Toxic" vào ngày 24 tháng 1 năm 2004, và thể hiện "Everytime" trong tập ngày 25 tháng 6 của Top of the Pops ở Vương quốc Anh , cũng là màn trình diễn truyền hình cuối cùng để quảng bá album.

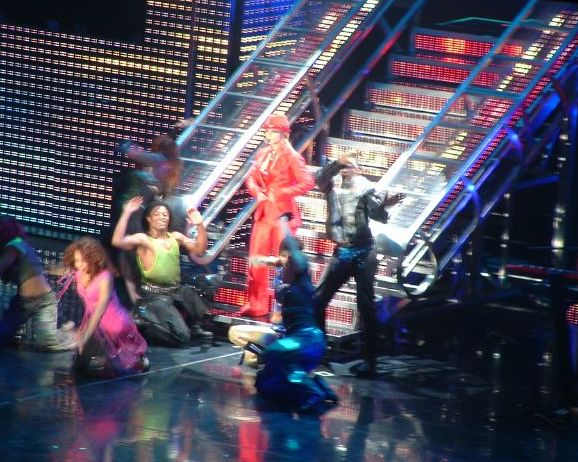
Spears kết thúc đêm diễn của The Onyx Hotel Tour với "Me Against the Music" năm 2004

Một chuyến lưu diễn để quảng bá In the Zone được công bố vào tháng 12 năm 2003, ban đầu có tên In the Zone Tour. Tuy nhiên, Spears bị tập đoàn ở San Diego Lite Breeze, Inc. kiện vì xâm phạm nhãn hiệu và bị cấm sử dụng cụm từ "in the zone", do đó tên của chuyến lưu diễn được đổi thành The Onyx Hotel Tour. Chuyến lưu diễn bắt đầu vào ngày 2 tháng 3 năm 2004 tại San Diego Sports Arena. Spears cảm thấy được truyền cảm hứng để tạo ra một buổi diễn với chủ đề khách sạn và sau đó được cô kết hợp với ý tưởng về đá mã não. Sân khấu chịu nhiều ảnh hưởng từ nhạc kịch Broadway, ít công phu hơn những chuyến lưu diễn trước của cô. Danh sách bài hát chủ yếu gồm những bản nhạc từ In the Zone và một số bài hát cũ của cô được làm lại với nhiều thể loại khác nhau như jazz, blues và Latinh. Nhà quảng bá của The Onyx Hotel Tour là Clear Channel Entertainment còn tiếp thị chuyến lưu diễn đến nhiều khán giả trưởng thành hơn so với những buổi diễn trước của cô, trong khi MTV quảng cáo rầm rộ chuyến lưu diễn trên các chương trình truyền hình và trang web trực tuyến của kênh. Mỗi đêm diễn được chia thành bảy phân đoạn: Check-In, Mystic Lounge, Mystic Garden, The Onyx Zone, Security Cameras, Club và phần kết. Check-In gồm những tiết mục múa nâng cao theo chủ đề khách sạn. Mystic Lounge thể hiện sự tri ân đến Cabaret và nhiều vở nhạc kịch khác, đồng thời phối lại một số bản hit đầu tay của Spears. Mystic Garden được xây dựng sân khấu với cảm hứng từ rừng rậm. The Onyx Zone thể hiện những tiết mục ballad kết hợp nhào lộn. Security Cameras là phần gợi cảm nhất của chương trình, trong đó Spears và các vũ công của cô mô phỏng những hành vi tình dục khác nhau. Club mang đến màn trình diễn mang hới hướng đô thị, trong khi phần kết bao gồm một đoạn trục trặc hệ thống được dàn dựng và Spears biểu diễn trong bộ trang phục màu đỏ. Chuyến lưu diễn nhận được những đánh giá trái chiều từ các nhà phê bình, trong đó họ đánh giá cao tính giải trí của chương trình nhưng cũng vấp phải nhiều chỉ trích vì đêm diễn "trông như một quang cảnh hơn là một buổi hòa nhạc thực sự". The Onyx Hotel Tour gặt hái nhiều thành công về mặt thương mại, thu về 34 triệu đô-la. Vào tháng 3, Spears gặp chấn thương đầu gối trên sân khấu khiến cô phải dời lại hai đêm diễn. Ngày 8 tháng 6, Spears lại bị ngã và bị thương ở đầu gối khi đang quay video ca nhạc cho "Outrageous". Cô phải trải qua cuộc phẫu thuật và phần còn lại của chuyến lưu diễn đã bị hủy bỏ.

## Đĩa đơn
"Me Against the Music" được phát hành dưới dạng đĩa đơn mở đường cho In the Zone vào ngày 14 tháng 10 năm 2003. Ban đầu, Jive Records muốn chọn "Outrageous" làm đĩa đơn đầu tiên, nhưng Spears đã thuyết phục hãng đĩa phát hành "Me Against the Music". Bài hát nhận được những đánh giá trái chiều từ các nhà phê bình âm nhạc; một số cho rằng đây là một bản nhạc dance mạnh mẽ, trong khi số khác cho rằng bài hát khá mờ nhạt và thất vọng. "Me Against the Music" đạt được nhiều thành công thương mại trên toàn cầu, đứng đầu các bảng xếp hạng ở Úc, Đan Mạch, Hungary, Ireland và Tây Ban Nha, cũng như European Hot 100 Singles. Đĩa đơn cũng đạt vị trí thứ hai ở Canada, Ý, Na Uy và Vương quốc Anh, đồng thời lọt vào top 5 ở nhiều quốc gia khác; tuy nhiên, "Me Against the Music" chỉ đạt vị trí thứ 35 trên Billboard Hot 100 ở Hoa Kỳ, trở thành đĩa đơn mở đường đạt thứ hạng thấp nhất của Spears. Bài hát sau đó thắng giải Đĩa đơn Dance của năm tại giải thưởng âm nhạc Billboard năm 2004. Trong video ca nhạc cho bài hát được đạo diễn bởi Paul Hunter, Spears đuổi bắt Madonna trong một hộp đêm.

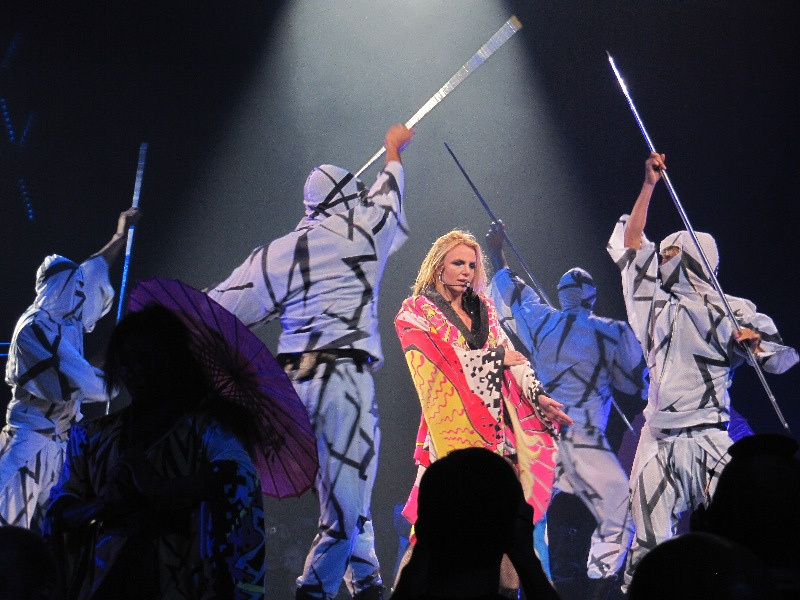
Spears trình diễn đĩa đơn thứ hai từ In the Zone "Toxic" trong chuyến lưu diễn Femme Fatale Tour năm 2011

"Toxic" được chọn làm đĩa đơn thứ hai của In the Zone vào ngày 12 tháng 1 năm 2004, và nhận được sự hoan nghênh rộng rãi từ giới phê bình. Mặc dù Jive đề xuất chọn "(I Got That) Boom Boom" hoặc "Outrageous", Spears quyết định chọn "Toxic". Bài hát tiếp nhận những thành công lớn về mặt thương mại trên toàn cầu, lọt vào top 5 ở 15 quốc gia, đồng thời đứng đầu bảng xếp hạng ở Úc, Canada, Hungary, Na Uy và Vương quốc Anh. Tại Hoa Kỳ, "Toxic" đạt vị trí thứ chín trên Billboard Hot 100, trở thành đĩa đơn đầu tiên của cô lọt vào top 10 kể từ "Oops!... I Did It Again" (2000). Được đạo diễn bởi Joseph Kahn, video ca nhạc đi kèm bài hát miêu tả Spears như một đặc vụ bí mật đang tìm kiếm một lọ chất độc màu xanh lá. Sau khi tìm được, cô vào một căn hộ và đầu độc người bạn trai lăng nhăng của mình. Video cũng xen kẽ những cảnh Spears khỏa thân với những viên kim cương gắn trên cơ thể. "Toxic" giúp Spears thắng giải Grammy đầu tiên cho Thu âm nhạc dance xuất sắc nhất tại lễ trao giải thường niên lần thứ 47, và được coi là một trong những bài hát trứ danh của cô.
"Everytime" được phát hành như đĩa đơn thứ ba từ album vào ngày 10 tháng 5 năm 2004, và được giới phê bình đánh giá cao. Bài hát lọt vào top 5 ở hầu hết các quốc gia, cũng như đứng đầu các bảng xếp hạng ở Úc, Hungary, Ireland và Vương quốc Anh, và đứng thứ 15 trên Billboard Hot 100. Video ca nhạc cho "Everytime" do David LaChapelle đạo diễn, khắc họa Spears như một ngôi sao bị các tay săn ảnh săn lùng, sau đó chết đuối trong bồn tắm khi cô bị thương và chảy máu ở đầu. Trong bệnh viện, các bác sĩ không thể cứu cô trong lúc một đứa trẻ được sinh ra ở phòng bên cạnh, đồng nghĩa với việc cô đã tái sinh. Kịch bản ban đầu được xây dựng là Spears tự sát vì sử dụng ma túy quá liều, nhưng cốt truyện đã bị loại bỏ sau khi nhận được nhiều lời chỉ trích từ một số tổ chức, những người coi đây là một hành vi tán dương việc tự sát.
"Outrageous" được chọn làm đĩa đơn thứ tư và cũng là đĩa đơn cuối cùng của In the Zone vào ngày 13 tháng 7 năm 2004, sau khi bản nhạc được chọn làm bài hát chủ đề cho bộ phim Catwoman (2004). "Outrageous" nhận được những đánh giá trái chiều từ các nhà phê bình, một số khen ngợi âm thanh vui nhộn và ghi nhận những ảnh hưởng của Michael và Janet Jackson, trong khi số khác cảm thấy bài hát "thật đáng quên". Do không được quảng bá nhiều, "Outrageous" trở thành đĩa đơn đạt thứ hạng thấp nhất trong album, vươn đến vị trí thứ 79 trên Billboard Hot 100. Được đạo diễn bởi Dave Meyers, video ca nhạc cho bài hát được quay ở Thành phố New York vào ngày 8 tháng 6, nhưng Spears gặp chấn thương đầu gối khi đang ghi hình và phải phẫu thuật nội soi khớp. Video sau đó bị hủy, cũng như phần còn lại của The Onyx Hotel Tour và sự xuất hiện trong nhạc phim Catwoman.

## Đánh giá chuyên môn
| Xếp hạng chuyên môn  | Xếp hạng chuyên môn |
| Điểm trung bình      | Điểm trung bình     |
| Nguồn                | Đánh giá            |
| -------------------- | ------------------- |
| Metacritic           | 66/100              |
| Nguồn đánh giá       |                     |
| Nguồn                | Đánh giá            |
| About.com            | [ 36 ]              |
| AllMusic             | [ 64 ]              |
| Blender              | [ 65 ]              |
| E!                   | B+                  |
| Entertainment Weekly | B−                  |
| The Guardian         | [ 39 ]              |
| Rolling Stone        | [ 32 ]              |
| Slant Magazine       | [ 27 ]              |
| Spin                 | B−                  |
| Vibe                 | [ 38 ]              |

Sau khi phát hành, In the Zone đa phần nhận được những phản ứng tích cực từ các nhà phê bình âm nhạc. Tại Metacritic, chuyên trang thống kê điểm trung bình dựa trên các bài đánh giá chuyên môn, album nhận được điểm trung bình là 66 trên tổng số 100 điểm, dựa trên 13 bài đánh giá. Jason Shawhan của About.com đưa ra đánh giá tích cực, cho rằng mặc dù sắc thái của album rất gợi cảm, kết quả lại là một tuyên ngôn cá nhân từ Spears. Anh cũng nói thêm: "Đây chính là điểm khác biệt về đĩa nhạc mới của Spears, vì không album nào trước đây của cô tạo ra bất kỳ cảm xúc bền vững nào ngoài niềm vui của một đĩa nhạc pop hay. Tôi nhớ Max Martin, chắc chắn rồi, nhưng có cảm giác như Spears đã chú ý đến La Ciccone. Nói cách khác, đây chính là True Blue của Britney." Stephen Thomas Erlewine của AllMusic nói rằng album "hoàn toàn cho các câu lạc bộ, nhưng bất chấp một số gợi ý về neo-electro và The Neptunes, âm nhạc có vẻ không hiện đại lắm—nghe giống như những đoạn cắt từ năm 1993 hoặc Bedtime Stories và Ray of Light của Madonna. Về mặt sản xuất, những bài hát không chỉ hoàn thiện mà còn đa dạng hơn nhiều so với bất kỳ album nào trước đây của cô." Ruth Mitchell của BBC gọi "Early Mornin'" là bản nhạc hay nhất album, nhưng nói thêm: "Đáng buồn thay, những nỗ lực chứng tỏ sự trưởng thành mới khám phá của cô lại là điều lấn át và che mờ tất cả những điều tốt đẹp về In The Zone." Mim Udovitch của Blender nhận xét: "Bản thu âm này là một bước chuyển không ngần ngại từ những bài hát của trái tim đến cơ thể [...] Không còn là một cô gái, được giải phóng khỏi kiếp nô lệ, giờ đây khi hoàn toàn là một người phụ nữ, cô ấy là một nhân tình khá thuyết phục."
David Browne của Entertainment Weekly gọi "Brave New Girl" và "Touch of My Hand" là những khoảnh khắc đẹp nhất và thẳng thắn nhất của In the Zone, nhưng nói thêm rằng "Trong đĩa CD kỷ niệm chặng đường trưởng thành của cô, Spears vẫn giữ thái độ xa cách và chìm đắm. Với tất cả sự tự do của mình, cô ấy vẫn đang tìm đường đi." Jon Pareles của Rolling Stone cho biết: "Giọng [Spears'] đã được xử lý quá kỹ, thể chất gần như biến mất. [...] In the Zone đem đến thoát y, tổng đài tình dục một cách dễ chịu nhưng trống rỗng. Ngoài những giai điệu lấp lánh, Spears nghe có vẻ thân mật như một con búp bê thổi phồng." Sal Cinquemani của Slant Magazine phát biểu: "Album thứ tư của Britney, In The Zone, như một chiếc bánh xốp nướng chín với sự kết hợp táo bạo giữa nhạc hip-hop và dance, xóa sạch những dấu vết cuối cùng của quá khứ bubblegum-pop của cô. [...] Phần lớn In The Zone là một bức thư tình to lớn, dồn dập gửi đến sàn nhảy, điều này khiến sự tham gia của Madonna [...] càng trở nên phù hợp hơn." Dorian Lynskey của The Guardian nhận xét: "Không như những album trước của Britney, In the Zone không có những bản hát lại kém chất lượng, chỉ có 57 loại nhạc pop công nghiệp. Ngoài ra, còn có hip-hop miền Nam, deep house, R&B theo phong cách Neptunes, giai điệu Diwali phổ biến và quan trọng nhất là sự xuất hiện của Madonna." Jason King của Vibe coi đây là "Một đĩa hát dance cực kỳ tự tin và cũng minh họa cho sự phát triển của Spears với tư cách một nhạc sĩ."

## Thành tựu
| 2004 | Giải Đĩa vàng Nhật Bản        | Album Rock quốc tế của năm                              | Đoạt giải |
| 2004 | Premios Oye!                  | Album Tiếng Anh của năm                                 | Đề cử     |
| 2004 | Giải thưởng Âm nhạc Billboard | Nữ nghệ sĩ album Billboard 200 của năm (Britney Spears) | Đề cử     |
| 2005 | Giải Grammy                   | Thu âm nhạc dance xuất sắc nhất ("Toxic")               | Đoạt giải |

## Diễn biến thương mại

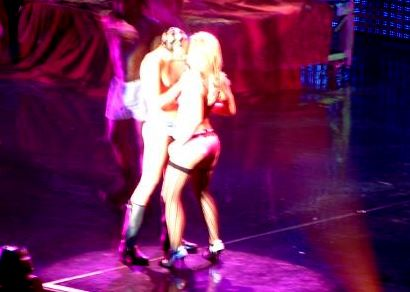
Spears, bên cạnh một trong những vũ công của cô, ở màn trình diễn "Breathe on Me" trong chuyến lưu diễn The Onyx Hotel Tour năm 2004

Tại Hoa Kỳ, In the Zone ra mắt ở vị trí số một trên bảng xếp hạng Billboard 200 vào ngày 6 tháng 12 năm 2003, với doanh số tuần đầu là 609,000 bản. Đây là doanh số tuần đầu cao nhất năm 2003 của một nữ nghệ sĩ lúc bấy giờ, trước khi bị Alicia Keys vượt qua với The Diary of Alicia Keys hai tuần sau đó. Spears cũng trở thành nữ nghệ sĩ thứ hai trong lịch sử Billboard có bốn album quán quân liên tiếp, sau Janet Jackson, người có nhiều album số một nhất vào thời điểm đó với năm album. In the Zone được chứng nhận ba đĩa Bạch kim bởi Hiệp hội Công nghiệp Ghi âm Hoa Kỳ (RIAA), công nhận lượng đĩa xuất xưởng đạt ba triệu đơn vị tương đương album. Đĩa hát đứng vị trí thứ tám trên bảng xếp hạng Billboard 200 cuối năm 2004. Tính đến năm 2016, album bán được hơn ba triệu bản tại Hoa Kỳ, theo Nielsen SoundScan. Tại Canada, album ra mắt ở vị trí thứ hai trên Canadian Albums Chart, với doanh số tuần đầu là 31,000 đơn vị, và được chứng nhận ba đĩa Bạch kim bởi Hiệp hội Công nghiệp ghi âm Canada (CRIA) cho 300,000 bản được xuất xưởng.
Tại Vương quốc Anh, In the Zone ra mắt ở vị trí thứ 14 trên UK Albums Chart, và đạt vị trí thứ 13 trong tuần thứ 34 và trải qua 43 tuần trên bảng xếp hạng. Đĩa hát được chứng nhận Bạch kim bởi Ngành Công nghiệp ghi âm Anh (BPI) vào tháng 3 năm 2004. Album đạt thứ hạng cao hơn ở khắp châu Âu, lọt vào top 10 ở Áo, Bỉ, Cộng hòa Séc, Đan Mạch, Đức, Hy Lạp, Hungary, Ireland, Hà Lan, Thụy Điển và Thụy Sĩ, đồng thời đạt vị trí thứ ba trên European Top 100 Albums. Tại Pháp, In the Zone ra mắt ở vị trí số một, trở thành album quán quân thứ hai của cô sau Oops!... I Did It Again (2000), và được chứng nhận hai đĩa Vàng bởi Tổ chức Xuất bản Âm thanh Quốc gia (SNEP) vào tháng 12 năm 2004. Album được Liên đoàn Công nghiệp ghi âm Quốc tế (IFPI) chứng nhận Bạch kim, sau khi bán được một triệu bản trên khắp châu Âu.
Ở khu vực Mỹ Latinh, In the Zone được chứng nhận Bạch kim ở Argentina và Mexico. Tại Úc, album ra mắt và đạt vị trí thứ mười trên ARIA Top 100 Albums, và được chứng nhận Bạch kim bởi Hiệp hội Công nghiệp ghi âm Úc (ARIA) vào năm 2004. Tại New Zealand, In the Zone ra mắt ở vị trí thứ 28, trước khi đạt vị trí thứ 25 vào tháng 4 năm 2004, và được chứng nhận Vàng bởi Hiệp hội Công nghiệp ghi âm New Zealand (RIANZ). Album đạt thành công về mặt thương mại trên khắp châu Á, ra mắt ở vị trí số một tại Hàn Quốc. Tại Nhật Bản, album ra mắt ở vị trí thứ ba trên Oricon Albums Chart, bán được 59,128 bản trong tuần đầu. Đĩa hát được chứng nhận Bạch kim bởi Hiệp hội Công nghiệp Ghi âm Nhật Bản (RIAJ) vào tháng 12 năm 2003. Theo Liên đoàn Công nghiệp ghi âm Quốc tế (IFPI), In the Zone là album bán chạy thứ tám trong năm 2003.

## Ảnh hưởng và di sản
—Spears nói về In the Zone vào tháng 11 năm 2004.
In the Zone được nhiều nhà phê bình nhìn nhận như một sự biến hóa của Spears. Stephen Thomas Erlewine của AllMusic nhận xét: "Nếu Britney năm 2001 là một album chuyển tiếp, khắc họa Spears vào thời điểm cô không còn là một cô gái nhưng chưa hẳn là phụ nữ, thì trong tác phẩm tiếp theo năm 2003, In the Zone, là nơi cô kết thúc hành trình đó và biến thành Britney, một người phụ nữ trưởng thành." Erlewine cũng so sánh Spears với người đồng nghiệp Christina Aguilera, giải thích rằng cả hai đều đánh đồng sự trưởng thành với tình dục rõ ràng và âm thanh mạnh mẽ của các hộp đêm, nhưng trong khi Aguilera "có vẻ ngoài như một cô gái nhiều dục vọng, Britney lại là cô hàng xóm phóng túng ở trường đại học, uống rượu và hút thuốc, khiêu vũ và quan hệ hơi liều lĩnh, vì đây là lần đầu tiên cô có thể tự thỏa mãn." Sal Cinquemani của Slant Magazine phát biểu: "Đối với một cô gái dường như luôn quá gợi cảm so với lứa tuổi của mình, In the Zone cho thấy Britney đã hoàn toàn tương thích với hình tượng đó. Sự quyến rũ của cô gái nhỏ thực sự đã phát huy tác dụng—có lẽ bởi vì, ở tuổi 21, cuối cùng cô đã trở thành phụ nữ." Jason King của Vibe cho biết album giúp giới thiệu sự thay đổi của Spears, "không còn là một cô gái nữa mà là người phụ nữ khiến bất kỳ người đàn ông nào cũng có thể chạm đến."
Sau khi kết thúc đột ngột chuyến lưu diễn The Onyx Hotel Tour do chấn thương đầu gối, Spears bắt đầu ngưng biểu diễn một thời gian dài, và không phát hành album phòng thu nào cho đến Blackout vào tháng 10 năm 2007. Cô bắt đầu mối quan hệ với Kevin Federline, người cô gặp khi đang lưu diễn vào tháng 4 năm 2004 và kết hôn vào ngày 18 tháng 9. Album tuyển tập đầu tiên của cô Greatest Hits: My Prerogative được phát hành vào tháng 11, ra mắt ở vị trí thứ tư trên bảng xếp hạng Billboard 200. Spears không hề quảng bá album, mặc dù phát hành hai đĩa đơn quốc tế ăn khách–"My Prerogative" và "Do Somethin'". Vào tháng 9 năm 2005, Spears sinh con trai đầu lòng Sean Preston, và sinh con trai thứ hai Jayden James một năm sau đó. Vào tháng 11 năm 2006, nữ ca sĩ đệ đơn ly hôn Federline, với lý do có những khác biệt không thể hòa giải; vụ ly hôn được hoàn tất vào tháng 7 năm 2007. Trong khoảng thời gian đó, Spears dính vào một loạt bê bối truyền thông và bị suy sụp tinh thần, nổi bật nhất là việc cạo đầu vào tháng 2 năm 2007.
Một số nhà phê bình ghi nhận tầm ảnh hưởng của In the Zone đến nhạc pop thập niên 2000. Năm 2009, Amy Schriefer của NPR liệt kê album vào danh sách "50 Bản thu âm Quan trọng nhất Thập kỷ". Gọi đây là "lá cờ đầu cho nhạc pop những năm 2000", cô coi Spears là công cụ lý tưởng cho âm thanh tương lai, vì cô đang cố gắng thoát khỏi quá khứ teen pop của mình. Schriefer ca ngợi "Toxic" và "Everytime", đồng thời nói thêm: "Với lịch sử kéo dài hàng thập kỷ về nỗi ám ảnh người nổi tiếng, sự tò mò của các tay săn ảnh, và những quan điểm mâu thuẫn về tình dục phụ nữ và tình mẫu tử được viết trên cơ thể của Spears, thì lịch sử của thập kỷ về nhạc pop được chế tác hoàn hảo trong tác phẩm của cô." Trong dịp kỷ niệm 15 năm ra mắt album vào năm 2018, Jason Lipshutz của Billboard khẳng định album "báo hiệu một hướng đi trưởng thành hơn cho Spears khi cô bắt đầu khám phá nhạc điện tử và hip-hop. Và lời bài hát của bản thu âm — ám chỉ cuộc chia tay của cô với Justin Timberlake và đẩy lùi những chỉ trích của giới truyền thông nhắm đến cô — tôn vinh mức độ độc lập và thẳng thắn mới của nữ ca sĩ."
Bảo tàng pop-up The Zone ở Los Angeles, tôn vinh "những bài hát, video và trang phục mang tính biểu tượng của Spears thông qua buổi chụp ảnh để đăng lên Instagram, màn hình tương tác và nội dung cá nhân hóa được kích hoạt bằng dây đeo cổ tay RFID đặc biệt", được đặt tên theo album và khai trương vào tháng 1 năm 2020.

## Danh sách bài hát
| In the Zone – Bản tiêu chuẩn | In the Zone – Bản tiêu chuẩn                                                                   | In the Zone – Bản tiêu chuẩn                                                                                          | In the Zone – Bản tiêu chuẩn       | In the Zone – Bản tiêu chuẩn |
| STT                          | Nhan đề                                                                                        | Sáng tác | Sản xuất                           | Thời lượng                   |
| ---------------------------- | ---------------------------------------------------------------------------------------------- | --- | ---------------------------------- | ---------------------------- |
| 1.                           | "Me Against the Music" (hợp tác với Madonna)                                                   | Britney Spears Madonna Christopher "Tricky" Stewart Thabiso "Tab" Nkhereanye Penelope Magnet Terius Nash Gary O'Brien | Trixster Magnet [a]                | 3:43                         |
| 2.                           | "(I Got That) Boom Boom" (hợp tác với Ying Yang Twins)                                         | Roy "Royalty" Hamilton Chyna Royal Deongelo Holmes Eric Jackson                                                       | Hamilton                           | 4:51                         |
| 3.                           | "Showdown"                                                                                     | Spears Cathy Dennis Christian Karlsson Pontus Winnberg Henrik Jonback                                                 | Bloodshy & Avant                   | 3:18                         |
| 4.                           | "Breathe on Me"                                                                                | Stephen Lee Steve Anderson Lisa Greene                                                                                | Mark Taylor                        | 3:43                         |
| 5.                           | "Early Mornin'"                                                                                | Spears Moby Stewart Magnet                                                                                            | Moby Trixster [b] Magnet [b]       | 3:45                         |
| 6.                           | "Toxic"                                                                                        | Dennis Karlsson Winnberg Jonback                                                                                      | Bloodshy & Avant                   | 3:21                         |
| 7.                           | "Outrageous"                                                                                   | R. Kelly | Kelly Trixster [b] Magnet [b]      | 3:22                         |
| 8.                           | "Touch of My Hand"                                                                             | Spears Jimmy Harry Balewa Muhammad Shep Solomon                                                                       | Harry Solomon                      | 4:19                         |
| 9.                           | "The Hook Up"                                                                                  | Spears Stewart Nkhereanye Magnet                                                                                      | Trixster Magnet [a]                | 3:54                         |
| 10.                          | "Shadow"                                                                                       | Spears Lauren Christy Scott Spock Graham Edwards Charlie Midnight                                                     | The Matrix                         | 3:45                         |
| 11.                          | "Brave New Girl"                                                                               | Spears Brian Kierulf Josh Schwartz Kara DioGuardi                                                                     | Brian and Josh                     | 3:30                         |
| 12.                          | "Everytime"                                                                                    | Spears Annet Artani                                                                                                   | Guy Sigsworth                      | 3:53                         |
| 13.                          | "Me Against the Music" (Rishi Rich's Desi Kulcha Remix; hợp tác với Madonna; bản nhạc bổ sung) | Spears Madonna Stewart Nkhereanye Magnet Nash O'Brien                                                                 | Trixster Magnet [a] Rishi Rich [c] | 4:31                         |
| Tổng thời lượng:             | Tổng thời lượng:                                                                               | Tổng thời lượng: | Tổng thời lượng:                   | 49:55                        |

| In the Zone – Bản quốc tế (bản nhạc bổ sung) | In the Zone – Bản quốc tế (bản nhạc bổ sung) | In the Zone – Bản quốc tế (bản nhạc bổ sung) | In the Zone – Bản quốc tế (bản nhạc bổ sung) | In the Zone – Bản quốc tế (bản nhạc bổ sung) |
| STT                                          | Nhan đề                                      | Sáng tác                                     | Sản xuất                                     | Thời lượng                                   |
| -------------------------------------------- | -------------------------------------------- | -------------------------------------------- | -------------------------------------------- | -------------------------------------------- |
| 14.                                          | "The Answer"                                 | Ryan Leslie Sean "P. Diddy" Combs            | Combs Leslie                                 | 3:55                                         |
| Tổng thời lượng:                             | Tổng thời lượng:                             | Tổng thời lượng:                             | Tổng thời lượng:                             | 53:50                                        |

| In the Zone – Bản tại Úc, Nhật Bản, Ý và Vương quốc Anh (bản nhạc bổ sung) | In the Zone – Bản tại Úc, Nhật Bản, Ý và Vương quốc Anh (bản nhạc bổ sung) | In the Zone – Bản tại Úc, Nhật Bản, Ý và Vương quốc Anh (bản nhạc bổ sung) | In the Zone – Bản tại Úc, Nhật Bản, Ý và Vương quốc Anh (bản nhạc bổ sung) | In the Zone – Bản tại Úc, Nhật Bản, Ý và Vương quốc Anh (bản nhạc bổ sung) |
| STT                                                                        | Nhan đề                                                                    | Sáng tác                                                                   | Sản xuất                                                                   | Thời lượng                                                                 |
| -------------------------------------------------------------------------- | -------------------------------------------------------------------------- | -------------------------------------------------------------------------- | -------------------------------------------------------------------------- | -------------------------------------------------------------------------- |
| 15.                                                                        | "Don't Hang Up"                                                            | Spears Kierulf Schwartz                                                    | Brian and Josh                                                             | 4:02                                                                       |
| Tổng thời lượng:                                                           | Tổng thời lượng:                                                           | Tổng thời lượng:                                                           | Tổng thời lượng:                                                           | 57:52                                                                      |

| In the Zone – Bản đặc biệt của Walmart.com tại Hoa Kỳ (nhạc số kèm theo) | In the Zone – Bản đặc biệt của Walmart.com tại Hoa Kỳ (nhạc số kèm theo) | In the Zone – Bản đặc biệt của Walmart.com tại Hoa Kỳ (nhạc số kèm theo) | In the Zone – Bản đặc biệt của Walmart.com tại Hoa Kỳ (nhạc số kèm theo) | In the Zone – Bản đặc biệt của Walmart.com tại Hoa Kỳ (nhạc số kèm theo) |
| STT                                                                      | Nhan đề                                                                  | Sáng tác                                                                 | Sản xuất                                                                 | Thời lượng                                                               |
| ------------------------------------------------------------------------ | ------------------------------------------------------------------------ | ------------------------------------------------------------------------ | ------------------------------------------------------------------------ | ------------------------------------------------------------------------ |
| 14.                                                                      | "I've Just Begun (Having My Fun)"                                        | Spears Michelle Bell Karlsson Winnberg Jonback                           | Bloodshy & Avant                                                         | 3:23                                                                     |
| 15.                                                                      | "Me Against the Music" (Bloodshy & Avant's Chix Remix)                   | Spears Stewart Nkhereanye Magnet Nash O'Brien                            | Trixster Magnet [a] Bloodshy & Avant [c]                                 | 5:17                                                                     |
| Tổng thời lượng:                                                         | Tổng thời lượng:                                                         | Tổng thời lượng:                                                         | Tổng thời lượng:                                                         | 58:35                                                                    |

| In the Zone – Bản DVD-Audio (video kèm theo) | In the Zone – Bản DVD-Audio (video kèm theo) | In the Zone – Bản DVD-Audio (video kèm theo) | In the Zone – Bản DVD-Audio (video kèm theo) |
| STT                                          | Nhan đề                                      | Đạo diễn                                     | Thời lượng                                   |
| -------------------------------------------- | -------------------------------------------- | -------------------------------------------- | -------------------------------------------- |
| 14.                                          | "Me Against the Music" (hợp tác với Madonna) | Paul Hunter                                  | 4:03                                         |
| 15.                                          | "Toxic"                                      | Joseph Kahn                                  | 3:32                                         |
| 16.                                          | "Thư viện ảnh"                               |                                              |                                              |
| 17.                                          | "Lời bài hát trên màn hình"                  |                                              |                                              |

| In the Zone – Bản DualDisc (DVD kèm theo) | In the Zone – Bản DualDisc (DVD kèm theo) | In the Zone – Bản DualDisc (DVD kèm theo)   | In the Zone – Bản DualDisc (DVD kèm theo) |
| STT                                       | Nhan đề                                   | Đạo diễn                                    | Thời lượng                                |
| ----------------------------------------- | ----------------------------------------- | ------------------------------------------- | ----------------------------------------- |
| 1.                                        | "Toxic"                                   | Kahn                                        | 3:32                                      |
| 2.                                        | "Everytime"                               | David LaChapelle                            | 4:16                                      |
| 3.                                        | "Chris Cox Megamix"                       | Nigel Dick Francis Lawrence Kahn LaChapelle | 3:53                                      |
| Tổng thời lượng:                          | Tổng thời lượng:                          | Tổng thời lượng:                            | 11:55                                     |

| In the Zone – Đĩa mở rộng tại Trung Quốc | In the Zone – Đĩa mở rộng tại Trung Quốc                                     | In the Zone – Đĩa mở rộng tại Trung Quốc              | In the Zone – Đĩa mở rộng tại Trung Quốc | In the Zone – Đĩa mở rộng tại Trung Quốc |
| STT                                      | Nhan đề                                                                      | Sáng tác                                              | Sản xuất                                 | Thời lượng                               |
| ---------------------------------------- | ---------------------------------------------------------------------------- | ----------------------------------------------------- | ---------------------------------------- | ---------------------------------------- |
| 1.                                       | "Me Against the Music" (hợp tác với Madonna)                                 | Spears Madonna Stewart Nkhereanye Magnet Nash O'Brien | Trixster Magnet [a]                      | 3:43                                     |
| 2.                                       | "Toxic"                                                                      | Dennis Karlsson Winnberg Jonback                      | Bloodshy & Avant                         | 3:18                                     |
| 3.                                       | "Shadow"                                                                     | Spears Christy Spock Edwards Midnight                 | The Matrix                               | 3:44                                     |
| 4.                                       | "Everytime"                                                                  | Spears Stamatelatos                                   | Sigsworth                                | 3:50                                     |
| 5.                                       | "Me Against the Music" (Rishi Rich's Desi Kulcha Remix; hợp tác với Madonna) | Spears Madonna Stewart Nkhereanye Magnet Nash O'Brien | Trixster Magnet [a] Rich [c]             | 4:29                                     |
| 6.                                       | "The Answer"                                                                 | Spears Leslie Combs                                   | Combs Leslie                             | 3:56                                     |
| Tổng thời lượng:                         | Tổng thời lượng:                                                             | Tổng thời lượng:                                      | Tổng thời lượng:                         | 23:00                                    |

Ghi chú
- ^[a]  nghĩa là đồng sản xuất.
- ^[b]  nghĩa là sản xuất giọng hát.
- ^[c]  nghĩa là sản xuất bản phối lại.

Ghi chú nhạc mẫu
- "Toxic" chứa nhạc mẫu của "Tere Mere Beech Mein" bởi Lata Mangeshkar và S. P. Balasubrahmanyam từ bộ phim năm 1981 Ek Duuje Ke Liye.

## Xếp hạng
| Bảng xếp hạng (2003–2004)                | Vị trí cao nhất |
| ---------------------------------------- | --------------- |
| Album Argentina (CAPIF)                  | 1               |
| Album Úc (ARIA)                          | 10              |
| Album Áo (Ö3 Austria)                    | 10              |
| Album Bỉ (Ultratop Vlaanderen)           | 7               |
| Album Bỉ (Ultratop Wallonie)             | 5               |
| Album Canada (Billboard)                 | 2               |
| Album Cộng hòa Séc (ČNS IFPI)            | 6               |
| Album Đan Mạch (Hitlisten)               | 8               |
| Album Hà Lan (Album Top 100)             | 9               |
| Album Châu Âu (Billboard)                | 3               |
| Album Phần Lan (Suomen virallinen lista) | 15              |
| Album Pháp (SNEP)                        | 1               |
| Album Đức (Offizielle Top 100)           | 2               |
| Album Hy Lạp (IFPI)                      | 5               |
| Album Hungary (MAHASZ)                   | 7               |
| Album Iceland (Tónlist)                  | 8               |
| Album Ireland (IRMA)                     | 4               |
| Album Ý (FIMI)                           | 16              |
| Album Nhật Bản (Oricon)                  | 3               |
| Album Malaysia Quốc tế (RIM)             | 4               |
| Album Mexico (AMPROFON)                  | 1               |
| Album New Zealand (RMNZ)                 | 25              |
| Album Na Uy (VG-lista)                   | 11              |
| Album Ba Lan (ZPAV)                      | 23              |
| Album Bồ Đào Nha (AFP)                   | 11              |
| Album Scotland (OCC)                     | 12              |
| Album Singapore (RIAS)                   | 2               |
| Album Hàn Quốc Quốc tế (RIAK)            | 1               |
| Album Tây Ban Nha (PROMUSICAE)           | 14              |
| Album Thụy Điển (Sverigetopplistan)      | 8               |
| Album Thụy Sĩ (Schweizer Hitparade)      | 6               |
| Album Anh Quốc (OCC)                     | 13              |
| Album Hoa Kỳ Billboard 200               | 1               |

| Bảng xếp hạng (2003)                | Vị trí |
| ----------------------------------- | ------ |
| Album Pháp (SNEP)                   | 75     |
| Album Hàn Quốc Quốc tế (MIAK)       | 5      |
| Album Thụy Sĩ (Schweizer Hitparade) | 84     |
| Album Anh Quốc (OCC)                | 145    |
| Toàn cầu (IFPI)                     | 8      |
| Bảng xếp hạng (2004)                | Vị trí |
| Album Úc (ARIA)                     | 49     |
| Album Áo (Ö3 Austria)               | 36     |
| Album Bỉ (Ultratop Flanders)        | 86     |
| Album Bỉ (Ultratop Wallonia)        | 93     |
| Album Hà Lan (Album Top 100)        | 84     |
| Album Châu Âu (Billboard)           | 23     |
| Album Pháp (SNEP)                   | 68     |
| Album Đức (Offizielle Top 100)      | 35     |
| Album Hungary (MAHASZ)              | 17     |
| Album Nhật Bản (Oricon)             | 40     |
| Album Hàn Quốc Quốc tế (MIAK)       | 3      |
| Album Thụy Sĩ (Schweizer Hitparade) | 49     |
| Album Anh Quốc (OCC)                | 51     |
| Hoa Kỳ Billboard 200                | 8      |

| Bảng xếp hạng (2000–2009) | Vị trí |
| ------------------------- | ------ |
| Hoa Kỳ Billboard 200      | 143    |

## Chứng nhận
| Quốc gia | Chứng nhận  | Số đơn vị/doanh số chứng nhận |
| --- | ----------- | ----------------------------- |
| Argentina (CAPIF) | Bạch kim    | 40.000^                       |
| Úc (ARIA) | Bạch kim    | 70.000^                       |
| Áo (IFPI Áo) | Bạch kim    | 30.000*                       |
| Bỉ (BEA) | Vàng        | 25.000*                       |
| Brasil (Pro-Música Brasil) | Vàng        | 50.000*                       |
| Canada (Music Canada) | 3× Bạch kim | 300.000^                      |
| Czech Republic | —           | 10,000                        |
| Đan Mạch (IFPI Đan Mạch) | 2× Bạch kim | 40.000‡                       |
| Phần Lan (Musiikkituottajat) | Vàng        | 15,052                        |
| Pháp (SNEP) | 2× Vàng     | 200.000*                      |
| Đức (BVMI) | Vàng        | 150.000^                      |
| Hy Lạp (IFPI Hy Lạp) | Vàng        | 10.000^                       |
| Hungary (Mahasz) | Vàng        | 10.000^                       |
| Nhật Bản (RIAJ) | Bạch kim    | 250.000^                      |
| México (AMPROFON) | Bạch kim    | 100.000^                      |
| New Zealand (RMNZ) | Vàng        | 7.500^                        |
| Na Uy (IFPI) | Vàng        | 20.000*                       |
| Ba Lan (ZPAV) | Vàng        | 20.000‡                       |
| Bồ Đào Nha (AFP) | Vàng        | 20.000^                       |
| Nga (NFPF) | 2× Bạch kim | 40.000*                       |
| Singapore (RIAS) | Vàng        | 5.000*                        |
| Hàn Quốc (KMCA) | —           | 130,025                       |
| Tây Ban Nha (PROMUSICAE) | Vàng        | 50.000^                       |
| Thụy Điển (GLF) | Vàng        | 30.000^                       |
| Thụy Sĩ (IFPI) | Vàng        | 20.000^                       |
| Anh Quốc (BPI) | Bạch kim    | 540,000                       |
| Hoa Kỳ (RIAA) | 3× Bạch kim | 3.000.000‡                    |
| Tổng hợp |             |                               |
| Châu Âu (IFPI) | Bạch kim    | 1.000.000*                    |
| * Chứng nhận dựa theo doanh số tiêu thụ. ^ Chứng nhận dựa theo doanh số nhập hàng. ‡ Chứng nhận dựa theo doanh số tiêu thụ và phát trực tuyến. |             |                               |

## Lịch sử phát hành
| Khu vực        | Ngày              | Định dạng                                 | Hãng đĩa   | Ct.                             |
| -------------- | ----------------- | ----------------------------------------- | ---------- | ------------------------------- |
| Nhật Bản       | 15 tháng 11, 2003 | CD                                        | BMG        | [ 144 ]                         |
| Úc             | 17 tháng 11, 2003 | CD                                        | BMG        | [ 194 ]                         |
| Đức            | 17 tháng 11, 2003 | CD                                        | BMG        | [ 138 ]                         |
| Tây Ban Nha    | 17 tháng 11, 2003 | CD                                        | BMG        | [ 195 ]                         |
| Vương quốc Anh | 17 tháng 11, 2003 | CD                                        | Jive       | [ 196 ]                         |
| Canada         | 18 tháng 11, 2003 | CD                                        | BMG        | [ 197 ]                         |
| Hoa Kỳ         | 18 tháng 11, 2003 | Cassette CD                               | Jive       | [ 198 ] [ 199 ]                 |
| Hoa Kỳ         | 20 tháng 4, 2004  | DVD-Audio                                 | Jive       | [ 200 ]                         |
| Canada         | 26 tháng 4, 2005  | DualDisc                                  | Sony BMG   | [ 201 ]                         |
| Hoa Kỳ         | 26 tháng 4, 2005  | DualDisc                                  | Jive       | [ 202 ]                         |
| Đức            | 29 tháng 8, 2005  | DualDisc                                  | Sony BMG   | [ 203 ]                         |
| Vương quốc Anh | 26 tháng 9, 2005  | DualDisc                                  | Jive       | [ 204 ]                         |
| Ý              | 14 tháng 10, 2005 | DualDisc                                  | Sony BMG   | [ 205 ]                         |
| Hoa Kỳ         | 9 tháng 8, 2019   | Đĩa than (Độc quyền tại Urban Outfitters) | Legacy     | [ 209 ]                         |
| Hoa Kỳ         | 31 tháng 3, 2023  | Đĩa than                                  | Legacy     | [ 210 ]                         |
| Úc             | 28 tháng 4, 2023  | Đĩa than                                  | Sony Music | [ 211 ]                         |
| Châu Âu        | 28 tháng 4, 2023  | Đĩa than                                  | Sony Music | [ 212 ] [ 213 ] [ 214 ] [ 215 ] |